# Jozef Kundlák
Jozef Kundlák (* 12. října 1956 Bratislava, Československo) je slovenský operní zpěvák (tenor).

## Životopis
Vyrůstal v Bratislavě a jejím okolí. Studoval na konzervatoři v Bratislavě u profesorky Idy Černecké. Po ukončení studií se v roce 1984 zúčastnil Letního operního kurzu Evropského operního centra v Belgii.
Od roku 1983 byl Jozef Kundlák sólistou opery Slovenského národního divadla v Bratislavě. S touto divadelní scénou hostoval na mnoha místech světa, mezi jiným v Anglii, Španělsku, Nizozemí, Švýcarsku, Rakousku, Německu, Estonsku, ve Velkém divadle v Moskvě a v Japonsku. Pravidelně hostuje v České republice.
Po dobu své pěvecké kariéry se zúčastnil několika pěveckých soutěží, jako například soutěže Antonína Dvořáka (v roce 1978) a soutěže Mikuláša Schneidera Trnavského (v roce 1981). Z těchto soutěží si odnesl i ocenění. V roce 1985 se zúčastnil pěvecké soutěže Luciana Pavarottiho ve Philadelphii a stal se jejím vítězem.
Až doteď zpíval na pódiích většiny významných evropských a světových operních scén, například v Milánské La Scale, Teatro San Carlo v Neapoli, Teatro Communale v Bologni, v Římě, Florencii, v Mnichově, v Opeře ve Frankfurtu, v Německé opeře v Berlíně, v Opeře ve Philadelphii, v Číně, v Japonsku (2005) a jiných. Také spolupracoval s mnoha světoznámými dirigenty, jako například s Brunem Bartolettim, F. Luisim, Riccardem Mutim, Václavem Neumannem, Wolfgangem Sawallischem, Petrem Schreierem, Ch. Thielemannem a jinými.
Účinkuje v mnoha populárních operních a koncertních skladbách světoznámých autorů minulosti i současnosti.